# Оуклиф Плантејшон (Флорида)
Оуклиф Плантејшон (енгл. Oakleaf Plantation) насељено је место без административног статуса у америчкој савезној држави Флорида.

## Демографија
По попису из 2010. године број становника је 20.315.
| Група             | 2000.    | 2010.          |
| Белци             | 0 (0,0%) | 10.410 (51,2%) |
| Афроамериканци    | 0 (0,0%) | 5.136 (25,3%)  |
| Азијати           | 0 (0,0%) | 1.600 (7,9%)   |
| Хиспаноамериканци | 0 (0,0%) | 2.637 (13,0%)  |
| Укупно            | 0        | 20.315         |